# Арзуман
Арзуман (арм. Արզուման) — армянское мужское имя. Происходит от персидского слова «Арзуманд» (перс. آرزومند‎ — Arzumand), которое переводится как: «ностальгия», «доброжелатель», «надеющийся». Имя получило особое распространение в Нагорном Карабахе. Является образующим словом армянской фамилии Арзуманян